# Andreas Hellman
Andreas Hellman, född 1634 i Mogata socken, död 2 juli 1702 i Ringarums socken, var en svensk präst i Ringarums församling.

## Biografi
Andreas Hellman föddes 1634 i Mogata socken. Han var son till bonden Johan i Hälla. Hellman studerade i Söderköping och blev i november 1658 student vid Uppsala universitet. Han blev 14 november 1666 kollega i Linköping och prästvigdes 28 mars 1667 till komminister i S:t Anna församling. Hellman blev 1671 kyrkoherde i Ringarums församling. Han avled 2 juli 1702 i Ringarums socken och begravdes 27 augusti samma år i Ringarums kyrkas kor.
Ett porträtt av Hellman finns i Ringarums kyrka.

### Familj
Hellman gifte sig första gången 7 juli 1668 med Anna Wagner (död 1669). Hon var dotter till kyrkoherden i Landeryds socken. De fick tillsammans dottern Anna.
Hellman gifte sig andra gången 1671 med Elisabeth Jonsdotter (död 1675). Hon var dotter till kyrkoherden Jonas Petri i Ringarums socken. Elisabeth Jonsdotter hade tidigare varit gift med kyrkoherden Andreas Klase i Ringarums socken. Hellman och Jonsdotter fick tillsammans barnen Jonas (född 1673), Christina (född 1674) och Per Hero (1675–1730).
Hellman gifte sig tredje gången 8 oktober 1690 med Anna Retzelius (1658–1739). Hon var dotter till kyrkoherden i Odensvi socken. Retzelius hade tidigare varit gift med komministern A. Duvæus i Västervik. Efter Hellmans död gifte hon om sig med kyrkoherden N. Wigius i Västra Eds socken och senare med kyrkoherden I. Wangel i Å socken.